# アームストロング・ホイットワース ホイットレイ
アームストロング・ホイットワース
ホイットレイ
ホイットレイ Mk.V
- 用途：爆撃機
- 製造者：アームストロング・ホイットワース社
- 運用者： イギリス（イギリス空軍）
- 初飛行：1936年3月17日[1]
- 生産数：1,814機[1]
- 運用開始：1937年
- 退役：1945年

アームストロング・ホイットワース ホイットレイ（Armstrong Whitworth Whitley, Armstrong Whitworth A.W.38 Whitley）は、イギリスのアームストロング・ホイットワース社によって開発・製造され、第二次世界大戦でイギリス空軍によって使用された爆撃機である。

## 概要
1934年7月にイギリス空軍省の定めた「空軍省仕様書 B.3 / 34(Air Ministry issued Specification B.3/34)」に基づき、ハンドレページ ヘイフォード(Handley Page HP.50 Heyford(英語版)複葉爆撃機に代わる大型爆撃機 / 輸送機として開発された全金属製の大型の双発機で、全体としては細身だが機首が大きく突き出した角型断面の直線的な胴体、断面形の厚い主翼に、尾翼は水平安定版の翼央に垂直安定板を立てた双尾翼式とした極めて特異なスタイルであった。爆弾倉は機体中央部の他主翼エンジンナセルの左右下面にも設置されており、翼内には小型の爆弾のみを収容する。固定武装は機首と機尾に動力式の機銃塔を備えた。
1936年3月に初飛行し、翌1937年よりイギリス空軍で運用され、第二次世界大戦初期のイギリス空軍においてハンプデン、ウェリントン と並ぶ主力爆撃機として活躍したが、他の2機には最高速度や航続距離で劣っており、従事した作戦は主として夜間に限られていた。また、爆撃任務の他、宣伝ビラの投下任務にも従事した。
エンジンの変更や武装の強化、爆弾倉等各所の改修を重ねたが旧式化は否めず、1942年頃から次第に爆撃任務から外れていったが、以後も沿岸哨戒やグライダー牽引、輸送任務において1945年の終戦まで使用された。
なお、本機は初めてベルリン爆撃飛行を敢行したイギリス軍の爆撃機であり、また連合国軍として初めてイタリア本土を爆撃した航空機である。

## スペック
＊数値はMk.Vのもの
- 全長：21.48 m
- 全幅：25.60 m
- 全高：4.57 m
- 翼面積：114.3 m2
- 機体重量：8,710 kg
- 全備重量：12,790 kg

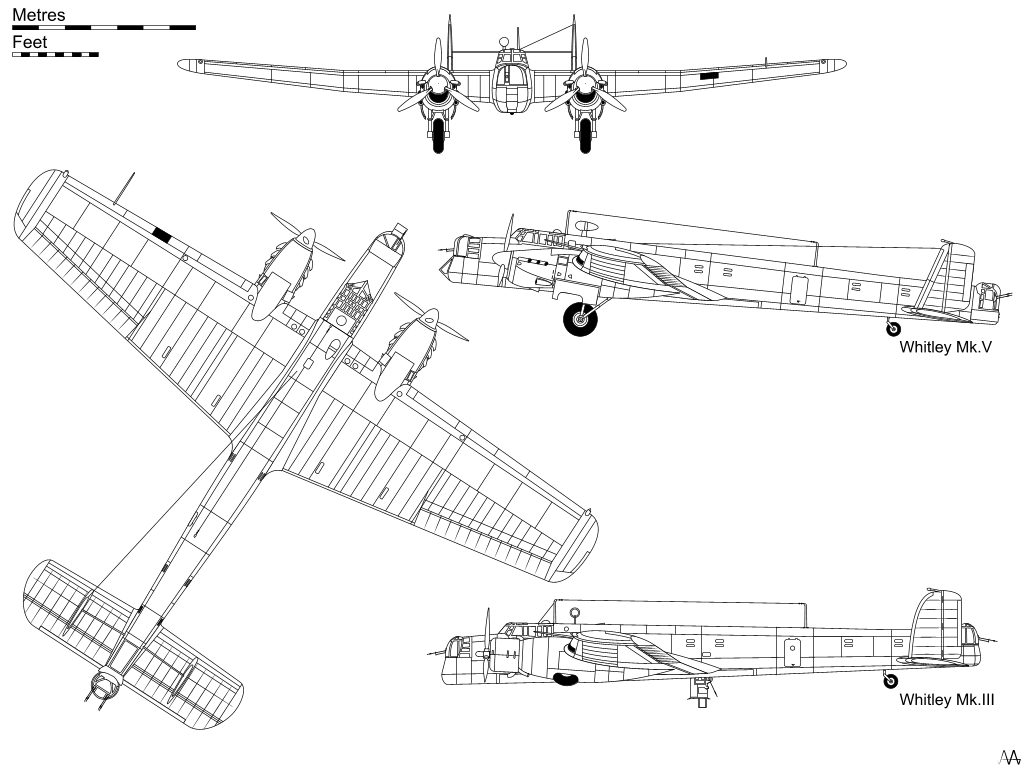
ホイットレイ Mk.III / .V 三面図

- エンジン：ロールス・ロイス マーリン5 液冷12気筒 1,145 hp ×2
- 最大速度：357 km/h
- 実用上限高度：5,370m
- 航続距離：2,660 km
- 武装
  - 爆弾3,170kg
  - 7.7mm機銃 ×5（機首単装銃塔x1、尾部4連装銃塔x1）
- 乗員 5名